# Marianne Miriam Nagler
Marianne Miriam Cordosa Nagler (født 1943) er en dansk billedkunstner.
Hun er uddannet på Kunstakademiet på malerskolen under ledelse af professor Wilhelm Freddie og på Kunstpædagogisk Skole under Helge Bertram. Desuden har hun studeret på Institut for visuel kommunikation under Kunstakademiets Arkitektskole. 
Hun har udstillet i Danmark, Schweiz, USA, Sverige og Israel. I Danmark har hun i årenes løb udstillet mere end 300 gange.
I forbindelse med 300 års jubilæet i 1984 for den jødiske menighed i København, inviterede Post- og Telegrafvæsenet Marianne Miriam Nagler til at udarbejde et frimærke med et jødisk motiv. Frimærket viser en kvinde, der forbereder Shabbat og udtaler ordene Shabbat Shalom på hebraisk, samt "Det mosaiske Troessamfund 1684 – 1984".